# Andobana multipunctata
Andobana multipunctata là một loài bướm đêm trong họ Noctuidae.